# Флавій Ареобінд
Флавій Ареобінд (лат. Flavius Areobindus; д/н —449) — військовий діяч Римської імперії.

## Життєпис
За національністю був готом. У 422 році як comes foederatorum брав участь у війні проти Бахрама V Сасаніда, царя Персії. Тут здобув перемогу над Артаваздом. У 434 році стає консулом (разом з Аспаром). Того ж року отримує звання magister militum per Orientem. У 441 році імператор Феодосій II призначає Ареобінда начальником походу проти королівства вандалів у Африці. Проте цей похід виявився невдалим.
У 443 році воював проти Аттіли, володаря гуннів, втім зазнав поразки. У 447 році отримує звання патриція. Проте у 449 році Феодосій відсторонив Ареобінда від усіх посад, внаслідок чого у того стався удар й він незабаром помер.

## Родина
- Флавій Дагалайф, консул 461 року